# طلحة جبريل
طلحة جبريل موسى صحافي وكاتب سوداني ولد في منطقة مروي في شمال السودان، مقيم بالمغرب وكان مديرا لمكتب صحيفة الشرق الأوسط بالعاصمة الأمريكية واشنطن لسنوات عديدة، ومسؤولا لتحرير الصحيفة ومدير مكتبها في المغرب العربي، مديرا للتحرير في لندن مكلف بالطبعة المغاربية.
عاش أزيد من 30 سنة في المغرب حيث درس في كلية الآداب والعلوم الإنسانية جامعة محمد الخامس وعمل مراسلاً صحافياً من منطقة المغرب العربي وأفريقيا لعدد من الصحف ووكالات الانباء والاذاعات وعمل في عدة صحف. 
يحاضر في عدة مؤسسات جامعية في المغرب حول الصحافة المكتوبة والصحافة الالكترونية.

## مناصب تقلدها
- تولى مسؤوليات قيادية في عدة صحف ووكالات أنباء، حيث عمل رئيساً للتحرير في خمس يوميات مغربية وكالة يونايتد بريس ومدير تحرير صحيفة إيلاف. سبق له العمل في لندن وواشنطن حيث كان مسؤولاً للتحرير لصحيفة الشرق الأوسط في واشنطن دي سي كما حاضر في جامعتي ميرلاند ومشيغان ستيت.

## لمحات عنه
- كتب عدة كتب في السياسة والثقافة، من أهمها كتاب «على الدرب مع الطيب صالح» التي تعتبر السيرة الذاتية الوحيدة للكاتب الذائع الصيت.وأرتبط بعلاقة صداقة متينة مع الطيب صالح، لذلك أختاره ليروي له سيرته الذاتية.
- أشرف على مراجعة وطباعة كتاب «ذاكرة ملك» الذي تحدث فيه الملك الحسن الثاني عن ذكرياته.
- ارتيط بعلاقة صداقة وطيدة مع الشاعر محمد الفيتوري، الذي اختاره ليتحدث باسمه بعد أن اشتد به المرض وأصبح لا يخرج من منزله في الرباط.
- عارض نظام الرئيس السوداني جعفر نميري إلى أن سقط ذلك النظام وعاد إلى الخرطوم حيث ألقى محاضرات متفرقة.
- ظل معارضاً لنظام الرئيس عمر البشير منذ إستيلائه على السلطة في يونيو عام 1989.
- رفض ثلاث مرات عرضت عليه في السودان، وقال في المرتين«لا يمكنني أن أعمل مع نظام شمولي، أياً كان الموقع».
- من المدافعين عن حقوق الإنسان والحريات، ارتبط بعلاقات متينة مع منظمات حقوقية في أوروبا واميركا.
- كان رئيساً لاتحاد الصحافيين السودانيين في أميركا
- حاور عدداً كبيراً من القادة حول العالم، من بينهم الملك الحسن الثاني وجورج بوش وباراك أوباما (عندما كان مرشحاً) وتوني بلير وفليبي غونثاليث ونيلسون مانديلا والملك حمد بن عيسى بن سلمان آل خليفة وياسر عرفات، وبرويز مشرف، والعقيد معمر القذافي، ومعاوية ولد سيدي أحمد الطايع وسياد بري والصاق المهدي وعبد الرحمن سوار الذهب وجو بوسانو

## من مؤلفاته
صدرت له عدة كتب وهي:
- أيام الرباط الأولى (طبعتين)
- كتاب الأسلوب
- المغرب السنوات الحرجة
- محطات من تاريخ ليبيا
- على الدرب مع الطيب صالح
- الملك والعقيد (طبعتين)
- صحافة تأكل أبناءها
- محمد شكري..جرأة الحياة
- قصة الجابرية
- رسائل وأزمنة محمد العربي المساري
- 200 كلمة خارج الصورة
- الصحافي
- سنواتي في أميركا

### تحت الطبع
فن البورتريه/
أحمد بن جلون..عبور الجحيم «عبد المؤمن يتذكر»

## وصلات خارجية
- لقاء مع طلحة جبريل موسى مدير مكتب جريدة الشرق الأوسط بالمغرب
- طلحة جبريل في حوار خاص مع ناظور سيتي